# 中国海洋大学
中国海洋大学（英語：Ocean University of China），简称中国海大、海大，位于山东省青岛市，始建于1924年，是中国一所以海洋和水产学科为特色，包括理学、工学、农学、医（药）学、经济学、管理学、文学、法学、教育学、历史学等学科门类较为齐全的教育部直属重点综合性大学。

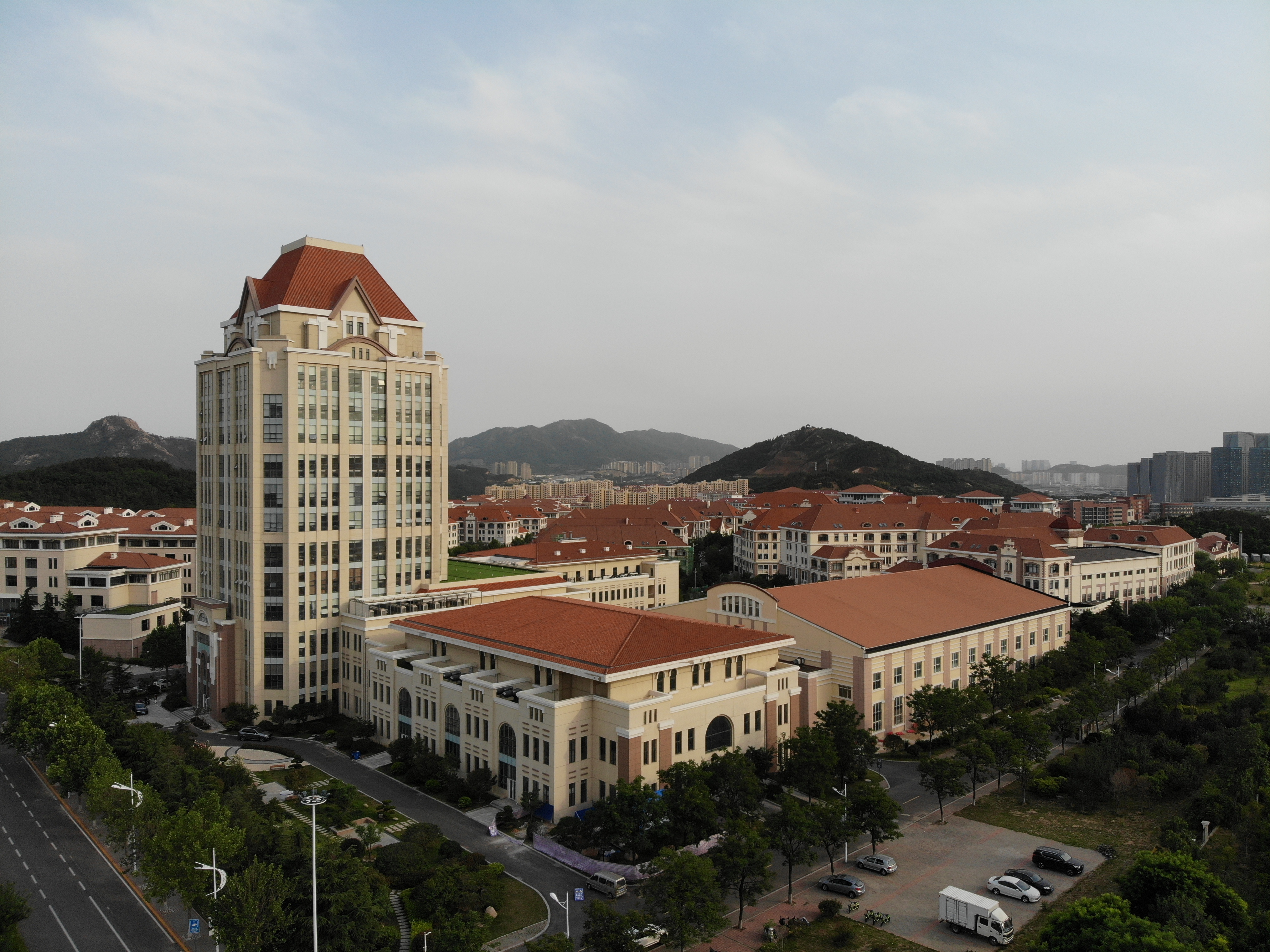
中国海洋大学海洋科技中心楼及教学楼

中国海洋大学是中华人民共和国顶尖高校之一，是“双一流A类”和原“985工程”、原“211工程”重点建设大学，同时入选国家111计划，为北极大学联盟、IAMRI联盟、海洋大学联盟成员校，是国务院学位委员会首批批准的具有博士学位授予权的单位，国家首批“卓越农林人才教育培养计划”、“卓越工程师教育培养计划”改革试点高校，以及青岛海洋科学与技术国家实验室牵头高校，现辖崂山、鱼山、浮山、西海岸4个校区。

## 校史

### 校史沿革

#### 私立青岛大学时期（1924－1928年）

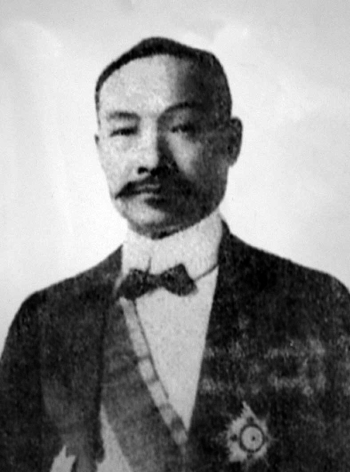
私立青岛大学首任校长高恩洪

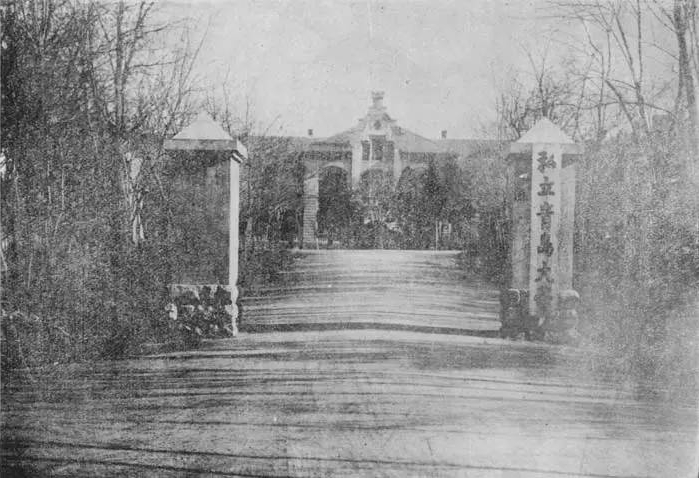
私立青岛大学

1922年，中国收回青岛以后，将其开放为商埠。1924年初，曾任北洋政府教育总长、交通部长的直系军阀将领高恩洪出任胶澳商埠督办。1924年5月29日，联络青岛的富商巨贾和热心教育的人士在其督办行署开会，倡办青岛大学。公推高恩洪、邵筠农、宋徽五、傅炳昭、张德纯、刘子山、王子雍、宋雨亭、于耀西、孙丙炎、孙广钦（字子敬）等11人组成校董会，复由校董会推举孙广钦为筹备主任，邵筠农、孙丙炎为副主任。又聘请了蔡元培、张伯苓、黄炎培为名誉理事。
学校校址选在德占青岛时期修建的俾斯麦兵营。当时，青岛驻军对青岛大学校园垂涎欲滴，执意分享驻兵，高恩洪不允。双方争执不休，官司一直打到洛阳直鲁豫三省巡阅使吴佩孚处。吴是蓬莱人，清末秀才出身，与高同乡又曾同僚，私谊甚厚，虽系一军阀，但是绝非一介赳赳武夫，“世界竞争端赖学术”的道理是懂得的，就一锤定音该兵营作为办学之用。
大学筹办之初经费拮据，筹办诸人千方百计筹措经费，1924年6月19日，青岛总商会曾向美国大使馆请求以美国退回的庚子赔款作为青岛大学的创办经费，未有结果。几经周折，最终由高恩洪捐洋1万元、刘子山捐款2万元作筹备费用，由胶澳商埠督办公署、胶济铁路局拨款和青岛绅商的捐款作为学校的常年经费。10月25日，私立青岛大学举行开学典礼，青岛第一座由中国人自己创办的大学，私立青岛大学成立。
学校董事会根据《大学令》确定私立青岛大学“以教授高深学术、养成硕学宏材，应国家需要为宗旨”，规划分为文、理、法、商、工、医、农林七科，最终的目标是发展成一所综合性大学，但考虑到青岛工商发展的需要， 创办之初以实用学科设置为主。先设工、商两科。1924年8月11-13日，在北京、南京、济南及青岛四地同时招生。除本国学生外，还有南洋华侨子弟和朝鲜学生前来报考。学校重质不重量，首届招收工商预科学生80名。首期学生中有抗日时期任山东军区司令的罗荣桓元帅。
私立青岛大学延聘国内高校毕业的学生擔任教師，北大、燕大、齐鲁大学等，特别是北大毕业生居多；一为高薪聘请海外归国的留学生。根据1925年的统计，私立青岛大学全校教职员中留学生有11人，约占教职员总数的42%强，尤其以留学美国的最多。如逻辑学教师凌道扬、外文教师凌达扬、闵星荧。学校机构的教学和行政管理的负责人都由教师兼任。学校相继设立土木工程科、机械科、矿科，并预备增设农林科、法科和文科。
第二次直奉战争突起，直系败退，高恩洪去职，私立青岛大学的发展遭到挫折。后由山东省议长宋传典接任校长，维持残局。学校经费，原来全靠高恩洪拨款和士绅捐赠，高恩洪一倒，经费无着，教师辞职的不少，学生也走了很多，形势顿趋逆转。奉系军阀得势后，由张宗昌督鲁，温树德任胶澳商埠督办。温树德是一介武夫，对教育事业不但缺乏热情，且横加摧残。当时温树德对私立青岛大学的校舍，垂涎欲滴，本拟恢复兵营，继续驻兵，因有宋传典鼎力维持，学校在苟延残喘中继续上课。且兵营改为青岛大学校舍早成事实，温树德害怕遭到舆论的谴责，故一直未敢贸然强行驻兵。学校此时每下愈况，自1925年以后再未招生。1928年初，蒋介石的北伐革命军进抵山东，张宗昌败逃，学校经费也断绝来源，教师学生散去大半，学校在不得已中停办，学生均按大学结业处理。

#### 国立青岛大学成立
1926年，在奉系军阀张宗昌主持下，济南的6个专门学校合并，成立省立山东大学。山东省教育厅长王寿彭任校长。1928年8月在北伐军攻占济南后，张宗昌败逃，奉系军阀崩溃，省立山东大学也即停办。山东省教育厅厅长何思源报请南京国民政府教育部批准，在省立山东大学基础上，在济南重新筹建国立山东大学，由何思源任主任组成11人的筹备委员会。当时因济南“五三”惨案发生，日军拒不撤兵，筹备工作无法进行。 1929年春，中日就济南问题达成协议，日军撤走，山东省政府由泰安迁回济南。此间南京政府教育部对国立山东大学筹备委员会进行调整，由何思源、王近信、赵畸、彭百川、杜光埙、傅斯年、杨振声、袁家普、蔡元培9人组成筹备委员会，并推定何思源为筹委会主任。夏季蔡元培曾携眷至青岛小憩，住在已停办的私立青岛大学女生宿舍的小楼内。在筹备中，他力主国立山东大学的校址设在青岛。理由是：国家正值多事之秋，战争频仍，济南四省通衢，兵家必争；青岛地处海陲，既有舟车之便，又可免战乱影响；且“青岛之地势及气候，将来必为文化中心点，此大学之关系甚大”。筹备委员会根据他的建议，报请教育部批准，遂决定将国立山东大学迁至青岛重新组建，接收私立青岛大学校舍，校名称国立青岛大学。蔡元培亲自题写了校牌，并推荐他的高足、时任清华大学教务长兼文学院院长的杨振声出任国立青岛大学校长。

#### 国立山东大学时期（1930年－1958年）

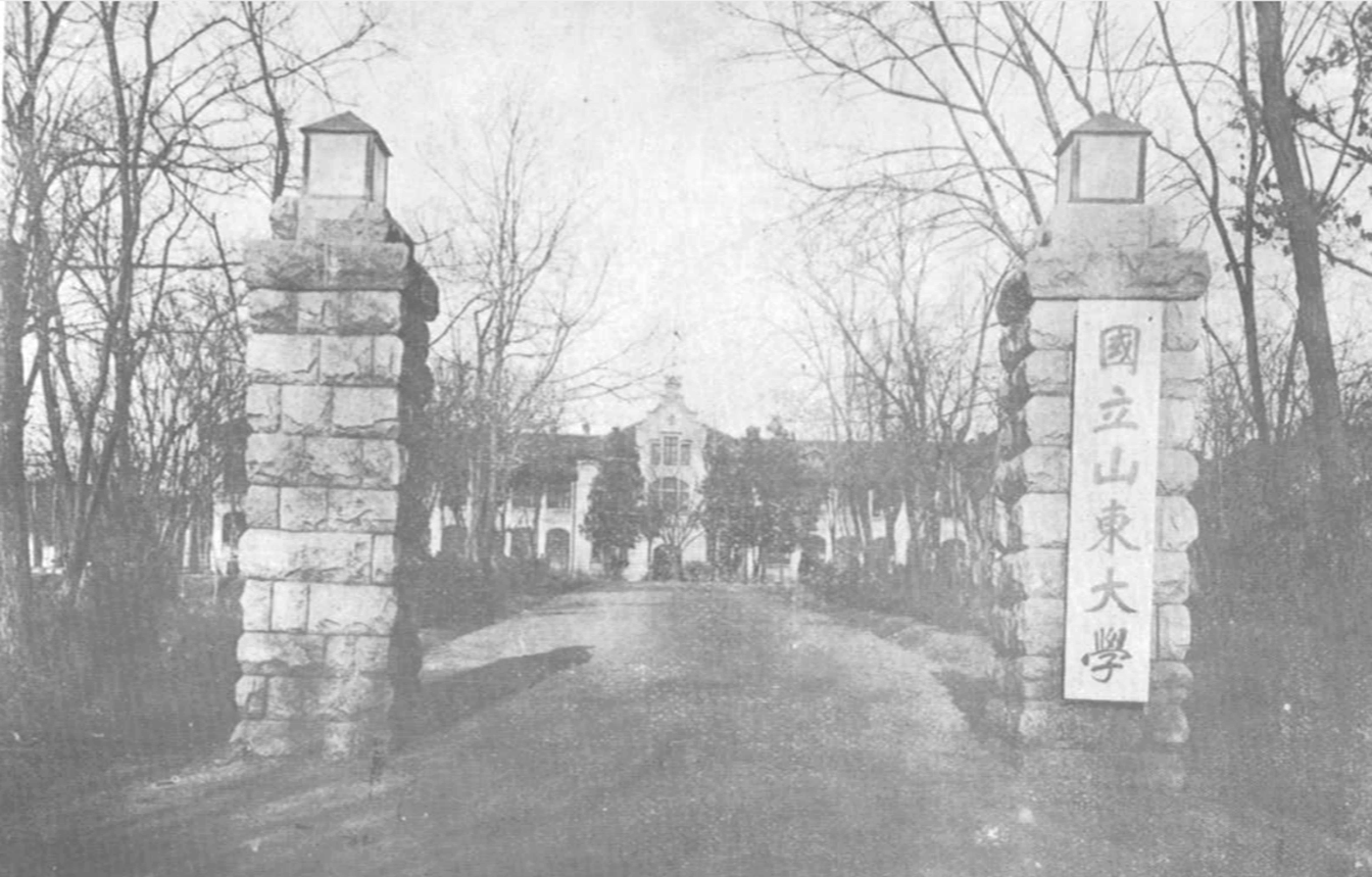
位于青岛的国立山东大学校门

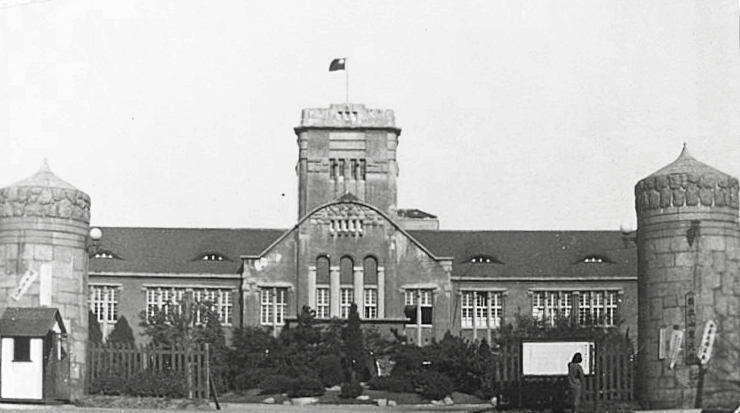
1946年在青岛复校后的国立山东大学

学校成立后，青岛本部设文、理两个学院，文学院下分中文、外文、教育3个系，理学院下分数学、物理、化学、生物4个系，在济南设农事试验场和实习工厂。1932年经过调整，教育部将学校改名为国立山东大学，文、理两学院合并成文理学院，增设工、农两学院，工学院设土木工程系和机械工程系，农学院在济南，设研究、推广两部。这段时期，学校聘请了老舍、洪深、闻一多、沈从文、梁实秋、王统照、王淦昌、童第周等一大批名流学者，国立山东大学斐名全国。1936年在校学生411人。1937年“七七”事变后，学校迁往四川，后停办，学生转入中央大学等校。1946年1月，国立山东大学接管于1939年4月日据期间在青岛建立的医学专门学校筹建医学院。设一个医疗专业不设系，学制六年，首届全国招生40名。1946年10月25日，国立山东大学在青岛正式复校。设文、理、工、农、医5个学院，下设中文、外文、数学等14个系，以后又增设历史学系。至1949年青岛解放前夕，全校教师达220人，在校学生1132人。山东大学在青岛时的校址包括鱼山路（今青岛海洋大学）、泰山路（今青岛医学院二院）、武定路（今青岛警备区司令部）等处。1951年，山东大学与华东大学合并，组成新的山东大学，华岗任校长。仍设文、理、工、农、医5个学院，连同新增加的政治、艺术两个直属系共18个系，另外还有历史语言和海洋物理两个研究所。从1951年始，中文、历史两个专业招收研究生，之后又相继增设了数学、物理、动物、植物、微生物等研究生专业。当时教师、学生分别达到486人和2366人，学校初步形成以文史见长而又重视研究和开拓海洋学科的特色。1952年全国高等院校进行院系调整，山东大学调出工、农两学院和地矿、政治、艺术3个系。除工学院的土木工程系与原山东工学院的土木、纺织两系合并成立青岛工学院而留在青岛外，其余均迁至外地。院系调整后，学院除暂保留医学院外，取消院一级的建制，设中文、外文、历史、数学、物理、化学、生物、海洋、水产9个系。至此，山东大学定型为一所中央教育部直接领导的、文理为主的综合性大学。1956年，山东大学医学院及其附属医院山大医院独立成为青岛医学院及其附属医院。1958年10月，将近三分之二师资迁往济南。主校园、附属中学以及部分文理教师和海洋、水产和地矿三系留继续在青岛，形成同一所大学包含山东大学济南校区和山东大学青岛校区的办学局面。

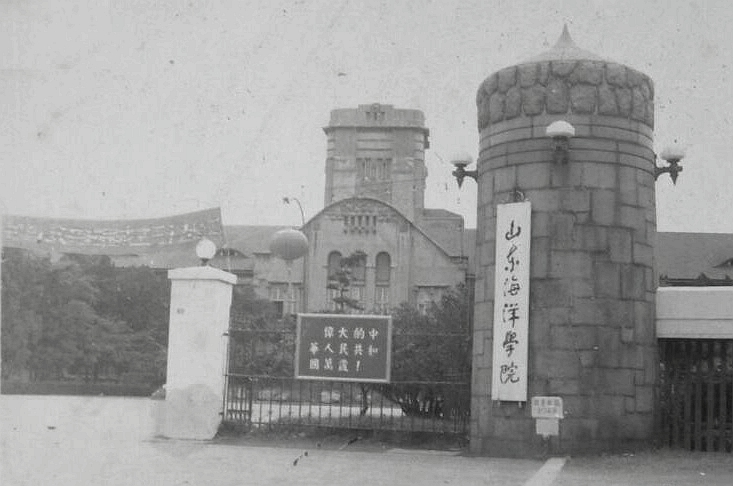
山东海洋学院

#### 海洋大学时期（1958年至今）
1959年－1960年，山东大学（青岛）在已有学科基础上，整合厦门大学、复旦大学等国内其余海洋科研力量，更名为山东海洋学院，仍为中央直属高校，成为中国海洋科研领域中一所综合性的最高学府。1960年10月被中共中央正式确定为全国13所重点综合大学之一。1988年更名为青岛海洋大学，校名为邓小平题写。2002年10月经国家教育部批准更名为中国海洋大学。2019年5月，海南省、中国海洋大学、三亚市三家共建中国海洋大学三亚海洋研究院，該事業單位位於三亞。2023年11月，中国海洋大学深圳研究院成立。

### 沿革年表
| 时间           | 事件                                                                                         |
| 1924年10月25日 | 私立青岛大学成立                                                                             |
| 1926年         | 济南6个专门学校合并，省立山东大学成立                                                        |
| 1928年         | 私立青岛大学、省立山东大学相继停办                                                           |
| 1930年9月21日  | 在私立青岛大学基础上，吸纳省立山东大学，成立国立青岛大学，校名为蔡元培题写，杨振声任校长     |
| 1932年         | 更名为国立山东大学                                                                           |
| 1937年         | 抗战爆发，学校迁往内地                                                                       |
| 1938年         | 暂时停办                                                                                     |
| 1946年10月25日 | 国立山东大学正式复校                                                                         |
| 1958年10月     | 山东大学将近三分之二师资迁往济南，原校园、附属中学以及部分教师和海洋、水产和地矿三系留在青岛 |
| 1959-1960年    | 山东大学青岛余部整合厦门大学、复旦大学等国内其余海洋科研力量，成立山东海洋学院               |
| 1960年         | 中共中央确定为全国13所重点综合性大学之一                                                     |
| 1988年         | 更名为青岛海洋大学，校名为邓小平题写                                                         |
| 1998年         | 入选首批“211工程”建设大学                                                                    |
| 2001年         | 入选首批“985工程”建设重点大学                                                                |
| 2002年10月     | 更名为中国海洋大学                                                                           |
| 2017年         | 入选首批世界一流大学和一流学科建设A类                                                        |

## 学校现状
中国海洋大学是一所以海洋和水产学科为特色，包括理学、工学、农学、医（药）学、经济学、管理学、文学、法学、教育学、历史学等学科门类较为齐全的教育部直属重点综合性大学，是国家“985工程”和“211工程”重点建设高校之一，是国务院学位委员会首批批准的具有博士、硕士、学士学位授予权的单位。

### 人才培养

#### 办学条件
学校设有19个学院和1个基础教学中心。现有全日制在校生25000余人，其中本科生15000余人、硕士研究生8300余人、博士研究生1800余人。教职工3405人，其中专任教师1683人，博士生导师455人、正高级专业技术人员530人、副高级专业技术人员646人，中国科学院院士5人、中国工程院院士8人。著名作家王蒙担任学校顾问、文学与新闻传播学院名誉院长，国家海洋局原局长王曙光受聘学校顾问、海洋发展研究院名誉院长，物理学家钱致榕受聘学校顾问、特聘讲席教授、行远书院院长，诺贝尔文学奖获得者莫言等12位作家受聘为学校“驻校作家”。
毕业生中已有14人当选中国科学院或中国工程院院士，3人先后担任国家海洋局局长，参加中国第一次南极考察的75位科学家中一半以上是学校毕业生。
| 本科专业                               | 73个 |
| 国家级教学团队                         | 4个  |
| 国家级实验教学示范中心                 | 4个  |
| 国家级虚拟仿真实验教学中心             | 2个  |
| 国家级人才培养模式创新试验区           | 2个  |
| 国家级精品课程、精品视频公开课         | 16门 |
| 国家级特色专业                         | 12个 |
| 教育部卓越工程师教育计划试点专业       | 7个  |
| 国家级工程实践教育中心                 | 3个  |
| 教育部卓越农林人才教育培养计划试点专业 | 2个  |

| 一级学科国家重点学科                         | 2个   |
| 二级学科国家重点学科（含重点培育学科1个）    | 10个  |
| 山东省重点学科                               | 21个  |
| 博士学位授权一级学科                         | 13个  |
| 博士学位授权学科（专业）                     | 85个  |
| 博士专业学位授权点类别（工程博士，国家首批） | 1个   |
| 硕士学位授权一级学科点                       | 33个  |
| 硕士学位授权学科（专业）                     | 194个 |
| 硕士专业学位授权点类别                       | 14个  |

#### 人才培养成果
毕业生中现已出現管华诗等14位两院院士，王曙光等3任国家海洋局局长。
| 中国科学院院士 | 胡敦欣 | 张经   | 焦念志 | 宋微波 |      |        |      |        |        |      |
| 中国工程院院士 | 管华诗 | 赵法箴 | 高从堦 | 张福绥 | 张经 | 蒋兴伟 | 李阳 | 麦康森 | 包振民 | 张偲 |
| 杰出学界校友   | 王斌   | 谢尚平 | 梁鑫峰 |        |      |        |      |        |        |      |
| 业界翘楚       | 姚劲波 | 张娟娟 | 李文波 |        |      |        |      |        |        |      |

### 科学研究
学校于1946年成立了国内高校第一个海洋、水产研究所，第一个水产系；于1960年在物理海洋学和海洋生物学专业招收中国第一批海洋学科研究生；于1985年授予了中国第一个海洋科学博士学位；于1986年研制上市了以中国第一个现代海洋药物藻酸双脂钠（PSS）为代表的系列海洋堂类药物，获得了中国海洋和水产领域唯一一个国家技术发明一等奖；于1998年被授予中国首个海洋科学博士学位授予一级学科点，以及2000年中国第一个水产博士学位授予一级学科点。

#### 人才队伍
学校现有教职工3405人，其中专任教师1683人，博士生导师455人、正高级专业技术人员530人、副高级专业技术人员646人，中国科学院院士5人、中国工程院院士8人。截止到2017年12月31日，学校相关人才情况如下所示：
| 两院院士                                       | 13人   |
| “千人计划”特聘教授                             | 7人    |
| “万人计划”领军人才                             | 9人    |
| “长江学者”特聘、讲座教授                       | 12人   |
| 国家杰出青年基金获得者                         | 16人   |
| 国家“百千万人才工程”                           | 11人   |
| 青年千人、青年长江、青年拔尖、优青等“四青”人才 | 19人   |
| 山东省“泰山学者”                               | 41人   |
| “筑峰/繁荣/绿卡/英才”人才                      | 147人  |
| 国家级有突出贡献的中青年专家                   | 9人    |
| 973计划和国家重大科学研究计划项目首席科学家    | 10人   |
| 国家重点研发计划项目首席科学家                 | 8人    |
| 国家自然科学基金委创新研究群体                 | 2个    |
| 科技部重点领域创新团队                         | 2个    |
| 教育部“长江学者”创新团队                       | 4个    |
| 博士后流动站                                   | 13个   |
| 专任教师                                       | 1683人 |
| 博士生导师                                     | 455人  |

#### 科研平台
学校拥有教学和科学考察船舶4艘，包括5000吨级新型深远海综合科考实习船“东方红3”号、3500吨级的“东方红2”号海洋综合科学考察实习船、300吨级的“天使1”号科考交通补给船、2600吨级的“海大”号海洋地质地球物理调查船（与企业合作共建共管），形成了自近岸、近海至深远海并辐射到极地的海上综合流动实验室系统，具备了一流的海上现场观测能力。学校是青岛海洋科学与技术国家实验室的主要依托单位，主持其中“海洋动力过程与气候”“海洋药物与生物制品”2个功能实验室的工作，作为骨干力量参与其他6个功能实验室的建设。相关科研平台统计如下：
| 实验室级别                                         | 实验室数量 | 实验室（基地）列表 |
| -------------------------------------------------- | ---------- | --- |
| 国家实验室                                         | 1个        | 青岛海洋科学与技术试点国家实验室 |
| 国家工程技术研究中心                               | 2个        | 国家海洋药物工程技术研究中心、海洋大数据国家地方联合工程研究中心 |
| 国家前沿科学中心                                   | 1个        | 深海圈层与地球系统前沿科学中心 |
| 教育部重点实验室                                   | 6个        | 物理海洋教育部重点实验室、海水养殖教育部重点实验室、海洋环境与生态教育部重点实验室、海底科学与探测技术教育部重点实验室、海洋化学理论与工程技术教育部重点实验室、海洋生物遗传学与育种教育部重点实验室 |
| 教育部工程研究中心                                 | 4个        | 海水养殖教育部工程研究中心、海洋材料与防护技术教育部工程研究中心、海洋油气开发与安全保障教育部工程研究中心、海洋信息技术教育部工程研究中心                                                           |
| 农业部重点实验室                                   | 1个        | 农业部水产动物营养与饲料重点实验室 |
| 山东省重点实验室                                   | 3个        | 山东省海洋工程重点实验室、山东省糖科学与糖工程重点实验室、山东省海洋环境地质工程重点实验室 |
| 山东省工程技术研究中心                             | 1个        | 山东省海洋食品工程技术研究中心 |
| 青岛市重点实验室                                   | 5个        | 青岛市混合现实与虚拟海洋重点实验室、青岛市海洋药物重点实验室、青岛市光学光电子重点实验室、青岛市海洋精细化工重点实验室、青岛市海洋可再生能源重点实验室                                               |
| 青岛市（工程技术）研究中心                         | 4个        | 青岛市海洋食品生物制造工程研究中心、青岛市海洋大数据工程实验室、青岛组织工程角膜工程技术研究中心、青岛现代服务业数字工程技术研究中心、青岛市海洋仪器与装备工程研究中心                               |
| 联合国教科文组织中国海洋生物工程中心               | 1个        | 联合国教科文组织中国海洋生物工程中心 |
| 中国海洋发展研究中心（教育部、国家海洋局共建）     | 1个        | 中国海洋发展研究中心 |
| 国家基础科学研究和教学人才培养基地（海洋学、化学） | 1个        | 国家基础科学研究和教学人才培养基地（海洋学、化学） |
| 国家生命科学与技术人才培养基地                     | 1个        | 国家生命科学与技术人才培养基地 |
| 教育部-国家外国专家局“111创新引智基地”             | 5个        | 海-气作用动力学创新引智基地、水产健康养殖理论与技术创新引智基地、海洋化学创新引智基地、海洋工程与海洋再生能源创新引智基地、海洋生物基因组学与分子遗传育种创新引智基地                                |
| “985工程”哲学社会科学创新基地                      | 1个        | |
| 教育部人文社会科学重点研究基地                     | 1个        | |
| 国家文化产业研究中心                               | 1个        | |
| 山东省人文社会科学研究基地                         | 4个        | |
| 山东省“十二五”高等学校人文社会科学研究基地         | 2个        | |

#### 科研成果
学校地球科学、植物学与动物学、工程技术、化学、材料科学、农学、生物学与生物化学、环境学与生态学、药理学与毒理学、微生物学、计算机科学共11个学科（领域）名列美国ESI全球科研机构排名前1%。获国家技术发明一等奖1项、二等奖2项，自然科学二等奖1项，科技进步二等奖9项；“十二五”以来，主持国家级各类项目1100余项，获省部级科技奖励34项、人文社科奖励51项，被 SCI、EI、ISTP等三大收录系统收录论文17000余篇，申请发明专利1704项，授权发明专利918项，其中国际发明专利26项。

#### 学术资源
中国海洋大学图书馆分设于鱼山校区和崂山校区，建筑面积约5.2万平方米，阅览座位4000余个，其中电子阅览室座位260余个。文献资源建设实行专家圈选、读者推荐、馆员建构三位一体的机制，集专家、读者和馆员的智慧，使文献资源更贴近于教学科研，更贴近于读者，更具有实效性。至2017年底，馆藏纸质图书报刊文献约250万册、中外文电子书刊500余万册、数据库303个。馆藏文献资源在保持连续性和覆盖面的基础上，努力满足重点学科和优势研究领域的需求，馆藏文献特色日益凸显。2004年以来，图书馆以中国海洋大学突出的海洋、水产学科传统馆藏文献资源为基础，建设了实体海洋文库，至目前，纸本馆藏图书6万余册，面向读者开放。
《中国海洋大学学报自然科学版》是中国科技期刊引证报告核心期刊、中文核心期刊要目总览核心期刊、中国科学引文数据库核心期刊，已被美国化学文摘、数学评论、俄罗斯文摘杂志、英国动物学记录、德国数学文摘以及美国剑桥科学社网站等多家国际著名检索机构收录，连续四届获教育部科技司授予的“精品期刊奖”。
《中国海洋大学学报社会科学版》是CSSCI核心源刊、RCCSE中国核心学术期刊，主要栏目有海洋发展研究、经济与管理研究、政治学与法学研究、语言与文学研究、学术专题等，其中“海洋发展研究”为特色栏目。学报获得“全国百强社科期刊”，“全国社科期刊特色栏目”，“全国理工农医院校优秀人文社会科学学报”等称号。
《中国海洋大学学报英文版》特聘美、英、法、德、澳等国家40余名著名学者为国际编委，由德国Springer公司代理国际发行。学报是中国科技核心期刊（中国科技论文统计源期刊），已被美国《科学引文索引》（SCI Expanded）、美国《化学文摘：光盘版》（CA）、俄罗斯《文摘杂志》（AJ）、美国《剑桥科学文摘：自然科学》（CSA—ASFA0/ASFA1/ASFA2/ASFA3/B-CSV/EEA/Envl/MGA/OA/PollA/WRA/BS）、英国《动物学记录》（ZR）、美国《生物学文摘：预评》（BP）、美国《乌利希国际期刊指南》（Ulrich’s International Periodicals Directory）收录。
《中国海洋大学高教研究》（季刊）是由中国海洋大学主办的高等教育学术期刊，为内部定期刊物，每年3、6、9、12月出版，主要在校内发行，并与国内数百家高教研究单位同行进行交流。

### 发展目标
学校的发展目标是：到2020年，基本建成国际知名、特色显著的高水平研究型大学；到2030年，建成世界一流的综合性海洋大学；到本世纪中叶，建成特色显著的世界一流大学。

## 院系学科
| 学院（学部）           | 系（学院）               | 系（学院）               | 系（学院）               | 系（学院）               | 系（学院）             | 系（学院）         | 系（学院）         | 系（学院）         | 系（学院）         | 其他机构设置                            |
| ---------------------- | ------------------------ | ------------------------ | ------------------------ | ------------------------ | ---------------------- | ------------------ | ------------------ | ------------------ | ------------------ | --------------------------------------- |
| 海洋与大气学院         | 海洋学系                 | 海洋学系                 | 海洋学系                 | 海洋学系                 | 气象学系               | 气象学系           | 气象学系           | 气象学系           | 气象学系           | 物理海洋教育部重点实验室                |
| 信息科学与工程学部     | 物理与光电工程学院       | 电子工程学院             | 计算机科学与技术学院     | 海洋技术学院             | 国家保密学院           | 软件学院           | 软件学院           | 工业互联网研究院   | 人工智能研究院     | 海洋大数据国家地方联合工程研究中心      |
| 化学化工学院           | 海洋化学系               | 海洋化学系               | 海洋化学系               | 海洋化学系               | 化学系                 | 化学工程系         | 化学工程系         | 化学工程系         | 化学工程系         | 海洋化学理论与工程技术教育部重点实验室  |
| 海洋地球科学学院       | 海洋地球科学系           | 海洋地球科学系           | 海洋地球科学系           | 海洋地球科学系           | 地球探测与信息技术系   | 河口海岸带研究所   | 河口海岸带研究所   | 河口海岸带研究所   | 河口海岸带研究所   | 海底科学与探测技术教育部重点实验室      |
| 海洋生命学院           | 海洋生物系               | 海洋生物系               | 海洋生物系               | 海洋生物系               | 海洋生物工程系         | 环境生态系         | 环境生态系         | 环境生态系         | 环境生态系         | 海洋生物遗传育种教育部重点实验室        |
| 水产学院               | 水产养殖系               | 水产养殖系               | 水产养殖系               | 水产养殖系               | 海洋渔业系             | 海洋渔业系         | 海洋渔业系         | 海洋渔业系         | 海洋渔业系         | 海水养殖教育部重点实验室                |
| 食品科学与工程学院     | 食品科学与工程系         | 食品科学与工程系         | 食品科学与工程系         | 食品科学与工程系         | 食品科学与工程系       | 食品科学与工程系   | 食品科学与工程系   | 食品科学与工程系   | 食品科学与工程系   | 山东省海洋食品工程技术研究中心          |
| 医药学院               | 药学系                   | 药学系                   | 药学系                   | 药学系                   | 药学系                 | 药学系             | 药学系             | 药学系             | 药学系             | 国家海洋药物工程技术研究中心            |
| 工程学院               | 海洋工程系               | 海洋工程系               | 海洋工程系               | 海洋工程系               | 机电工程系             | 土木工程系         | 自动化及测控系     | 自动化及测控系     | 自动化及测控系     | 海洋工程山东省重点实验室                |
| 环境科学与工程学院     | 环境科学系               | 环境科学系               | 环境科学系               | 环境科学系               | 环境工程系             | 环境工程系         | 环境工程系         | 环境工程系         | 环境工程系         | 海洋环境与生态教育部重点实验室          |
| 管理学院               | 工商管理系               | 工商管理系               | 工商管理系               | 工商管理系               | 会计学系               | 营销与电子商务系   | 旅游学系           | 旅游学系           | 旅游学系           | 中国企业营运资金管理研究中心            |
| 经济学院               | 国际经济与贸易系         | 国际经济与贸易系         | 国际经济与贸易系         | 国际经济与贸易系         | 金融系                 | 经济学系           | 经济学系           | 经济学系           | 经济学系           | 海洋经济研究所教育部人文社科重点基地    |
| 外国语学院             | 英语系                   | 英语系                   | 英语系                   | 英语系                   | 日语系                 | 朝鲜语系           | 法语系             | 德语系             | 大学外语教学部     |                                         |
| 文学与新闻传播学院     | 中文系                   | 中文系                   | 中文系                   | 中文系                   | 新闻与传播学系         | 文化产业系         | 汉学系             | 汉学系             | 汉学系             | 文化部—中国海洋大学国家文化产业研究中心 |
| 法学院                 | 法学系                   | 法学系                   | 法学系                   | 法学系                   | 法学系                 | 法学系             | 法学系             | 法学系             | 法学系             | 最高人民法院海洋司法保护理论研究基地    |
| 国际事务与公共管理学院 | 政治学系                 | 政治学系                 | 政治学系                 | 政治学系                 | 公共事业管理系         | 公共事业管理系     | 公共事业管理系     | 公共事业管理系     | 公共事业管理系     |                                         |
| 数学科学学院           | 数学系                   | 数学系                   | 数学系                   | 数学系                   | 信息与计算科学系       | 信息与计算科学系   | 信息与计算科学系   | 信息与计算科学系   | 信息与计算科学系   |                                         |
| 材料科学与工程学院     | 材料科学与工程系         | 材料科学与工程系         | 材料科学与工程系         | 材料科学与工程系         | 材料科学与工程系       | 材料科学与工程系   | 材料科学与工程系   | 材料科学与工程系   | 材料科学与工程系   | 海洋材料与防护技术教育部工程研究中心    |
| 基础教学中心           | 教育系                   | 教育系                   | 教育系                   | 教育系                   | 艺术系                 | 体育系             | 计算机基础部       | 计算机基础部       | 学习支持中心       |                                         |
| 马克思主义学院         | 马克思主义基本原理教研部 | 马克思主义基本原理教研部 | 马克思主义基本原理教研部 | 马克思主义基本原理教研部 | 中国化马克思主义教研部 | 中国近现代史教研部 | 思想政治教育教研部 | 思想政治教育教研部 | 思想政治教育教研部 |                                         |
| 崇本学院               |                          |                          |                          |                          |                        |                    |                    |                    |                    |                                         |
| 海德学院               |                          |                          |                          |                          |                        |                    |                    |                    |                    |                                         |

## 文化传统

### 学校校训
中国海洋大学的校训是“海纳百川，取则行远”。

### 学校校徽
1.校徽主要构图为蓝天和海浪，上方写有学校的建校时间。
2.校徽采用蓝色为主色调，与海洋颜色相符。
3.中英文校名在外圆内上下呼应。

## 校园建设

### 鱼山校区

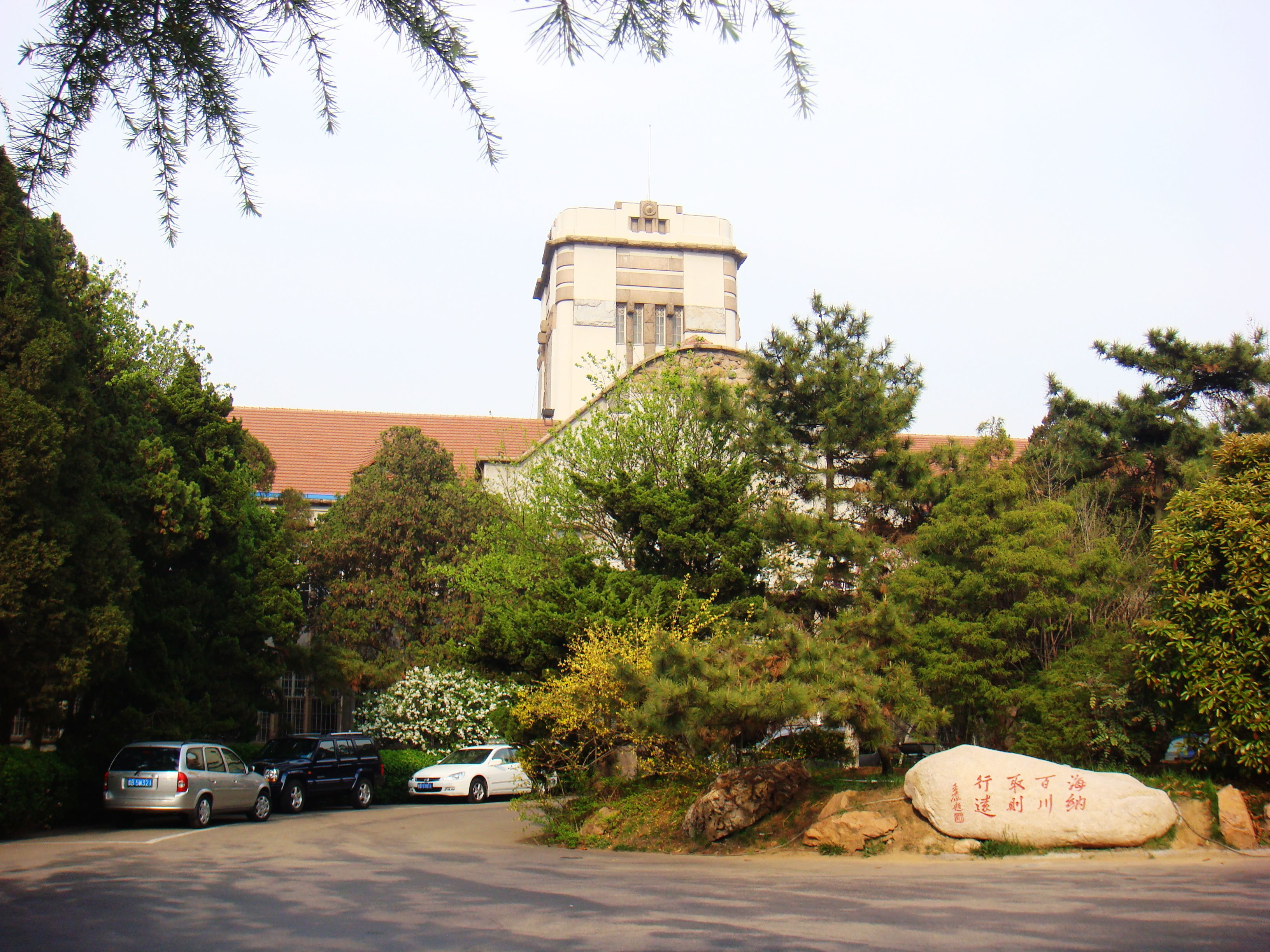
中国海洋大学鱼山校区六二楼

鱼山校区是学校历史最为悠久的校区，位于鱼山路5号，为原私立青岛大学及后来的国立山东大学所在地。占地面积约0.31平方千米（465亩）。校区作为学校生命科学研究集群的空间载体，海洋生命学院、水产学院、医药学院、食品科学与工程学院以及艺术系等院系均位于此。校园中包含多个历史建筑群，包括德军俾斯麦兵营旧址、日本中学旧址及国立山大时代所建教学楼。

### 浮山校区
浮山校区于20世纪90年代始建，位于香港东路23号，该校区位于浮山前麓，毗邻海边，交通便利。原管理学院、法学院以及新闻传播学院等院系位于该校区，现均已于2008至2010年间陆续搬入崂山校区。目前，浮山校区是中国海洋大学继续教育学院、以及一部分学院实验室驻地。校区内办公用房大多已出租给校外培训机构。

### 崂山校区

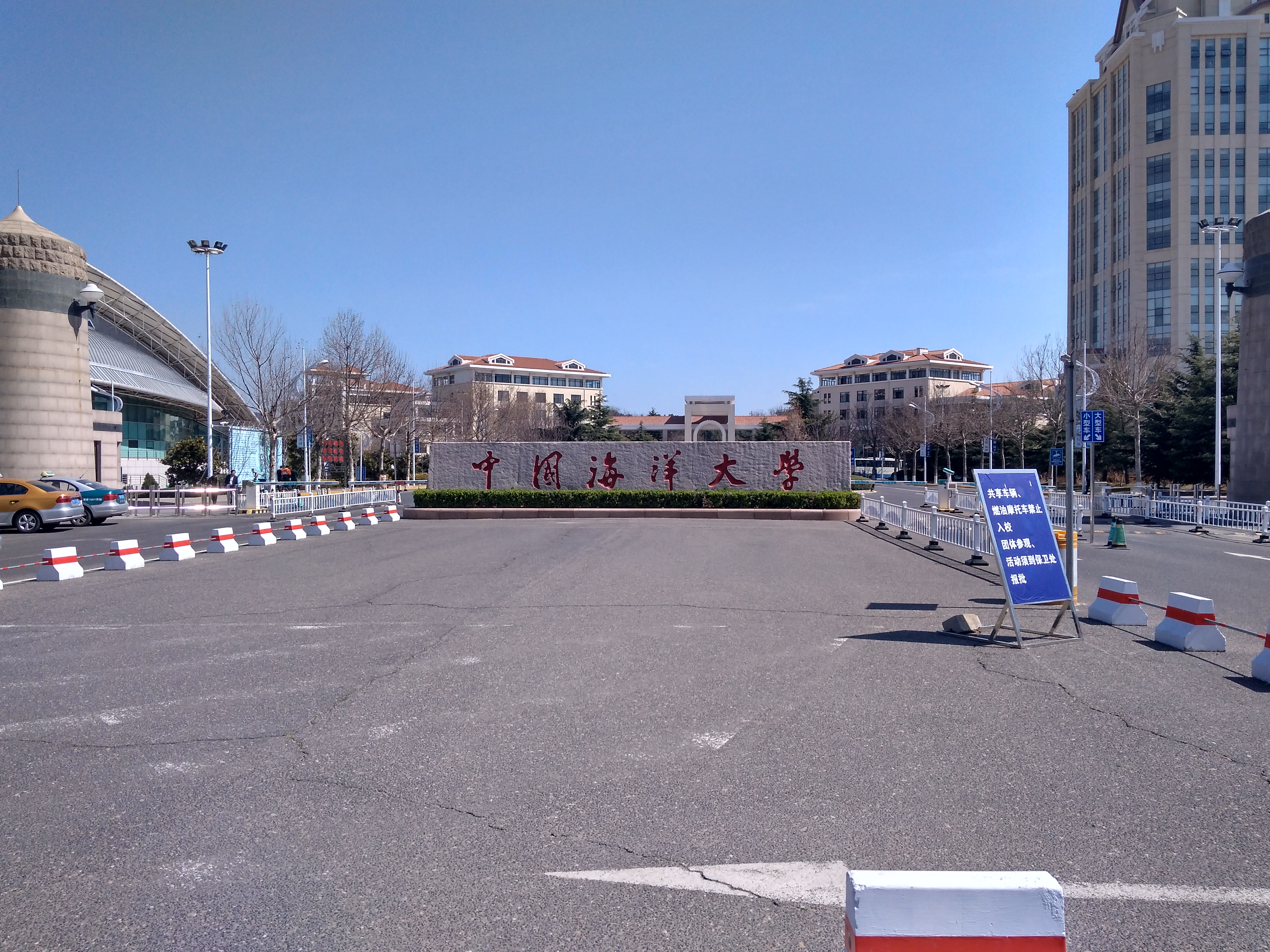
中国海洋大学崂山校区

崂山校区建于21世纪初，2006年开始进驻新生。该校区位于崂山脚下，目前已成为中国海洋大学的主校区。崂山校区占地面积约1.21平方千米（1815亩），所辖学院有海洋与大气学院、信息科学与工程学院、化学化工学院、海洋地球科学学院、工程学院、环境科学与工程学院、管理学院、经济学院、外国语学院、文学与新闻传播学院、法学院、国际事务与公共管理学院、数学科学学院、材料科学与工程学院、基础教育中心（体育系、教育系）、马克思主义学院等。校区内设施齐全，建设有图书馆、体育馆、田径场、游泳馆、工程训练中心以及包括南区、北区和东区在内的十余个餐厅等基础设施。

### 西海岸校区
海洋科教创新园区（西海岸校区）位于青岛西海岸新区古镇口军民融合创新示范区，毗邻哈尔滨工程大学青岛校区与中国科学院大学青岛校区。校区目前（2018年）处于待建状态，规划于2021年完成一期建设。
西海岸校区地处大珠山东侧，占地约2800亩，初步确定了滨海实验基地和海上试验场、工程技术学科群和研发基地、海洋发展战略研究领域的协同创新中心、军民融合创新示范区、体制机制创新试验区五大功能定位。校区规划总建筑面积（地上）177万余平方米，建筑容积率约为0.8，容纳在校生总体规模20000人，教职工2000人。按照规划，信息科学与工程学院、工程学院、食品科学与工程学院、材料科学与工程学院等院系将调整至西海岸校区。

## 历任校长
私立青岛大学
- 高恩洪（1924年8月—1924年11月）
- 孙广钦（代理）（1924年11月—1925年1月）
- 宋传典（1925年1月—1928年）

国立山东（青岛）大学
- 杨振声（1930年9月—1932年9月）
- 赵太侔（1932年9月—1936年6月）
- 林济青（1936年7月—1938年2月）
- 赵太侔（1946年2月—1949年6月）
- 华岗（1951年2月—1955年8月）
- 晁哲甫（1956年7月—1958年7月）

山东海洋学院
- 曲相升（1959年—1967年）
- 张国中（1974年—1980年）
- 华山（1981年—1984年）
- 文圣常（1984年—1987年）
- 施正铿（1987年—1988年）

青岛海洋大学
- 施正铿（1988年—1993年）
- 管华诗（1993年—2002年）

中国海洋大学
- 管华诗（2002年10月—2005年）
- 吴德星（2005年7月—2014年7月）
- 于志刚（2014年7月—2023年11月）
- 张峻峰（2023年11月至今）

## 知名教授和校友
私立青岛大学时期（1924年－1928年）
- 高恩洪（1875－1928），字定庵，山东省登州府蓬莱县（今蓬莱市）人，清末民初政治人物。1924年主持创办私立青岛大学。
- 孙广钦（1902－1963），曾任私立青岛大学代理校长。
- 罗荣桓（1902－1963），湖南衡山人，军事家、政治家，中华人民共和国元帅，曾就读于私立青岛大学工商预科（1924届）。

国立山东（青岛）大学时期（1930年－1958年）

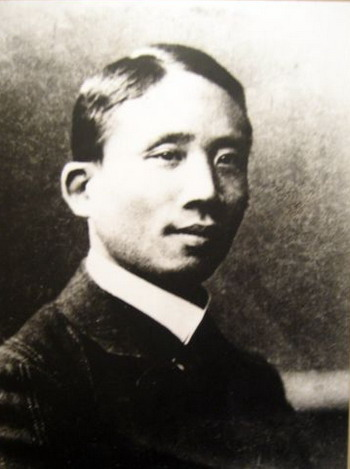
蔡元培

闻一多

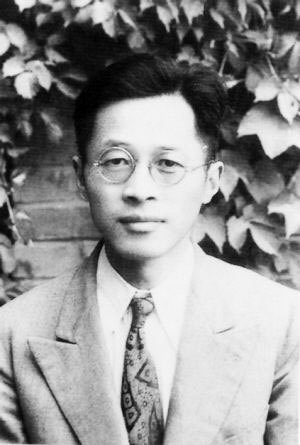
王淦昌

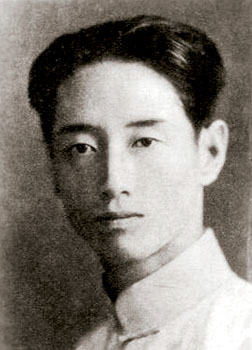
臧克家 摄于1933年

- 蔡元培（1868－1940），字鹤卿，浙江省绍兴府山阴县（今绍兴县）人，著名革命家、教育家、政治家。1929年，以“青岛之地势及气候，将来必为文化中心点，此大学之关系甚大”为由，力主国立山东大学的校址设在青岛，开国立山东大学兴盛之势。
- 杨振声（1890－1956），字今甫，山东省登州府蓬莱县（今蓬莱市）人。著名教育家、作家。 曾任国立青岛大学校长。
- 闻一多（1899－1946），本名闻家骅，字友三，湖北浠水人，著名诗人、学者、爱国民主战士。曾任教于国立青岛大学文学院，并任文学院院长。
- 沈从文（1902－1988），湖南凤凰人，著名的文学家、小说家、散文家和考古学专家，曾任教于国立青岛大学。
- 赵畸（1890－1968），字太侔，山东青州府益都县（今青州市）人。著名戏剧教育家。首任国立山东大学校长。
- 洪深（1889－1955），江苏武进人，著名剧作家，中国话剧和电影的开拓者和奠基人之一，曾任教于山东大学，并任外文系主任。
- 晁哲甫（1894－1970），河南清丰人，曾任山东大学校长。
- 王统照（1897－1957），山东诸城人，著名作家、诗人，曾任教于山东大学。
- 张玺（1897-1967），河北平乡人，著名海洋动物学家，中国海洋无脊椎动物研究的奠基人之一，曾任中国科学院海洋研究所副所长。
- 老舍（1899－1966），北京人，著名小说家、文学家、戏剧家，曾任教于山东大学中文系。
- 童第周（1902－1979），浙江鄞县人，著名胚胎学家，是中央研究院院士和中国科学院第一批学部委员，前中国科学院海洋研究所所长。曾任教于山东大学。
- 华岗（1902－1972），浙江龙游人，著名哲学家、史学家、教育家，曾任山东大学校长兼党委书记。
- 梁实秋（1903－1987），名治华，字实秋，祖籍浙江杭县（今余杭），出生于北京，著名散文家、学者、文学批评家、翻译家。曾任教于国立青岛大学外文系，并任外文系主任兼图书馆馆长。
- 束星北（1905－1983），浙江诸暨人，著名理论物理学家，李政道的物理启蒙老师。曾任教于山东大学。
- 朱树屏（1907－1976），山东昌邑人，著名海洋生态学家、水产学家、教育家，世界浮游植物实验生态学领域的先驱。创建并任教于山东大学水产系。
- 林绍文（1907－1990），福建漳州人，著名生物学家、海洋学家，中国水产学奠基人之一，曾任教于山东大学，并任生物系主任。
- 王淦昌（1907－1998），江苏常熟人，著名核物理学家，中国惯性约束核聚变研究的奠基者，中国科学院学部委员(院士)。曾任教于山东大学物理系。
- 赫崇本（1908－1985），辽宁凤城人，著名海洋学家，中国物理海洋学奠基人之一。曾任教于山东海洋学院。
- 曾呈奎（1909－2005），福建厦门人，著名海洋学家长期从事海藻生物学研究，中国科学院学部委员(院士)。曾任中国科学院海洋研究所所长，曾任教于山东大学，并任植物系主任、水产养殖系首任系主任。
- 方宗熙（1912－1985），福建云霄人，著名遗传学家、科普学家，海藻遗传学和育种学研究的先驱和奠基人。曾任教于山东大学。
- 江青（1914－1991），山东诸城人，毛泽东的第四任妻子，文革时期中国共产党主要领导人之一，曾在青岛大学图书馆工作。
- 臧克家（1905－2004），山东诸城人，现代诗人，1934年毕业于国立青岛大学中文系（1930届）。
- 黄敬（1912－1958），浙江绍兴人，中国共产党高层领导人之一，曾是江青的男友，1933年毕业于就读于国立青岛大学物理系（1931届）。

海洋大学时期（1958年至今）
- 文圣常（1921－），河南光山人，物理海洋学家，中国科学院院士，曾任山东海洋学院院长。
- 李庆忠（1930－），江苏昆山人，石油工程专家，中国工程院院士。现为中国海洋大学双聘院士。
- 刘鸿亮（1932－），辽宁大连人，环境工程专家，中国工程院院士。现为中国海洋大学双聘院士。
- 王蒙（1934－），北京人，作家。中国海洋大学教授、顾问、文学院院长。
- 冯士筰（1937－），天津人，物理海洋学家，中国科学院院士，任教于中国海洋大学。
- 张国伟（1939－），河南南阳人，中国科学院院士。现为中国海洋大学双聘院士。
- 管华诗（1939－），山东夏津人，中国工程院院士，1964年毕业于山东海洋学院（1959届），曾任青岛海洋大学校长。
- 高从堦（1942－），山东即墨人，化工分离专家，杭州水处理技术研究开发中心研究员，中国工程院院士。1964年毕业于山东海洋学院海洋化学系。
- 蒋兴伟（1959-），山东莒南人，国家卫星海洋应用中心主任，2017年当选中国工程院院士，1982年7月毕业于山东海洋学院海洋水文专业。
- 包振民（1961-），山东烟台人，海洋生物遗传学与育种专家，2017年当选中国工程院院士，1982年7月毕业于山东海洋学院海洋生物系。
- 宋微波（1958-），江苏睢宁人，生物学家，2015年当选中国科学院院士，1985年7月毕业于山东海洋学院水产系硕士（1978届）。
- 张偲（1963-），海南文昌人，海洋学家，2013年当选中国工程院院士，1985年7月毕业于山东海洋学院海洋生物系（1981届）。
- 郭大涌（1939-2017），上海市黄浦区人，物理学家，教授级高级工程师（正高），1961年7月毕业于中国海洋大学。
- 付国豪（1991-2021），天津人，2009年进入中国海洋大学工程学院机械设计制造及其自动化专业，2015年从文学与新闻传播学院新闻学专业毕业。曾在《环球时报》工作，2019年8月香港反修例事件期间在香港国际机场遭到示威者袭击时喊出“我支持香港警察，你们可以打我了”。